# Паул фон Летов-Форбек
Генерал Паул Емил фон Летов-Форбек (на немски: Paul Emil von Lettow-Vorbeck) е командващ Германския източноафрикански корпус през Първата световна война.

## Биография
Роден е на 20 март 1870 г. в град Саарлуис, тогава в пределите на Кралство Прусия.
В Германска Източна Африка (днешна Танзания) генерал Летов-Форбек с армия от 261 немски офицери и войници 2 – 3000 аскари и шепа колонисти блокира 100 000-на английска армия за период от четири години. Единственото по-сериозно въоръжение, което имат неговите сили са няколко леки оръдия свалени от крайцера „Кьонигсберг“. Докато частите в Того (на 26 август 1914), Намибия (на 9 юли 1915) и Камерун (на 18 юни 1916) капитулират, Танзания се бори до 23.11.1918. Фон Летов-Форбек води своята партизанска война против волята на германския губернатор, с големи лишения поради слабите доставки и печели всяко сражение. Считан е за един от най-добрите партизански командири в историята.
Умира на 94-годишна възраст на 9 март 1964 г.